# Torre de Can Colom
Les restes d'una torre de guaita anomenada Torre de Can Colom o Torre Ferrera, es troben al cim d'un pujol, al vessant nord-oriental del puig de Cucala, a la zona de contraforts del massís de les Gavarres al sud del nucli de Mont-ras, formant part del barri de Cucala.

## Història
En els primers documents medievals, Mont-ras és esmentat amb el nom de Torroella. Així apareix en el testament d'Ermengarda que deixava, altres propietats, un mas situat a Torroella, al monestir de Sant Pere de Galligants. El mas havia pertangut al vescomte Énnec. També es comprova que el lloc pertanyia al terme de Palafrugell. L'any 1062 els comtes Ramon Berenguer i Almodis signen un conveni amb Dalmau Bernat de Peratallada el qual havia de defensar, entre altres senyories, Torroella. L'any 1065 hi ha una referència a «Torrezela de Monte-Raso». Amb el temps, Mont-ras romandrà com a nom únic, si bé al segle xii el lloc encara apareix anomenat alguna vegada únicament Torroella. El 1133 i el 1163 hi ha referències a un alou situat a Torroella. El primer esment conegut sobre l'església del lloc diu «Sancto Steffano de Turricella».
Durant els segles xiii i xiv es troba ja només el nom de Mont-ras. Així, per exemple, en documents dels anys 1298 i 1379. Únicament en els nomenclàtors diocesans que esmenten l'església, perdura el nom compost «Torroella de Mont-ras». Així, en les «Rationes decimarum» (1279 i 1280), al Llibre Verd de la seu (1362) i en els dos nomenclàtors del final del segle xiv. Popularment, però, aquest topònim ja era força oblidat.

## Arquitectura
La torre era de planta circular. En queda només el basament i al voltant no s'hi veuen enderrocs; fa pensar que foren aprofitats per a construir algunes masies properes. El mur conserva una alçada màxima d'1,55 m al costat de ponent. El gruix del mur oscil·la entre 2,05 a ponent i 1,92 m a llevant. El diàmetre total és de 6,95 m; el de l'espai interior, de 2,95 m. L'aparell constructiu és de pedres lligades amb abundant morter, de gra aspre, molt compacte i dur. El parament exterior i l'interior presenten una capa d'arrebossat grossa i ferma, amb el mateix morter que fou curosament allisat. Per aquest motiu és difícil veure l'aparell que hi ha dessota. Semblen endevinar-se blocs de pedra força grans, més o menys escantonats situats horitzontalment. Semblen endevinar-se algunes filades de lloses inclinades.
La funció de la torre resta clara; guaita del corredor de Palafrugell, pas natural fins al mar. En un nivell més baix dels contraforts de les Gavarres hi discorria el vell camí de Girona.
La datació és difícil. Per la capa d'arrebossat es pot comparar amb algunes esglésies preromàniques del mateix Empordà: l'absis de Sant Cristòfol de Fonolleres o les capçaleres de Sant Esteve de Canapost i de Sant Martí de Vallmala. També l'arrebossat intern de l'església/ermita de les Cavorques. Aquest paral·lelisme porta a considerar-la de temps alt-medievals. No és impossible que la torre hagués estat bastida en temps més reculats; visigòtica, o baix-imperial romana, amb perduració als primers segles medievals.